# Antoni Borowski (polityk)
Antoni Henryk Borowski (ur. 22 grudnia 1936 w Komratowie) – polski technolog, działacz opozycji w okresie Polskiej Rzeczypospolitej Ludowej, senator I kadencji.

## Życiorys
W 1955 ukończył Technikum Mechaniczno-Elektryczne dla pracujących w Bydgoszczy. Działał w tym okresie w Związku Młodzieży Polskiej. Pracował do 1961 w Fabryce Urządzeń Kuziennych w Elblągu, następnie do 1983 w Zakładach Mechanicznych im. gen. Karola Świerczewskiego „Zamech”, dochodząc do stanowiska specjalisty-technologa. Przeszedł następnie na wcześniejszą emeryturę.
W 1980 wstąpił do „Solidarności”. Został członkiem Komitetu Założycielskiego w swoim miejscu pracy, później sekretarzem komitetu zakładowego. Wszedł również w skład władz Regionu Elbląskiego. Reprezentował struktury NSZZ „S” na I Krajowym Zjeździe Delegatów w Gdańsku.
Po wprowadzeniu stanu wojennego krótko pozostawał w ukryciu, później do 1988 przewodniczył niejawnej Tymczasowej Komisji Zakładowej związku. Zajmował się także kolportowaniem wydawnictw niezależnych i organizowaniem pomocy finansowej dla represjonowanych.
W 1989 został sekretarzem Komitetu Obywatelskiego w Elblągu. W tym samym roku z ramienia KO wszedł do Senatu I kadencji, reprezentując województwo elbląskie. W parlamencie zasiadał do 1991, wycofał się później z działalności politycznej.
Do 1997 pełnił funkcję dyrektora wydziału przekształceń własnościowych w urzędzie wojewódzkim. Następnie był prezesem zarządu Elbląskiej Spółki Inwestycyjnej, a w 2006 objął tożsame stanowisko w firmie „ELMAN”.
W 2014 otrzymał Krzyż Wolności i Solidarności.